# Nikiphoros der Wundertäter
Nikiphoros der Wundertäter oder auch der Aussätzige (griechisch: Ἄγιος Νικηφόρος ὁ Θαυματουργός, η ὁ Λεπρός; bürgerlich Nikolaos Tzanakakis; * 1890 in Sirikari, Kreta; † 4. Januar 1964 in Athen) war ein Mönch und wird in der orthodoxen Kirche als Heiliger verehrt. Er gilt als Wundertäter und wird insbesondere bei Krankheiten sowie für die Stärkung in Geduld und Leidensfähigkeit angerufen. Am 3. Dezember 2012 wurde er vom Synod des Ökumenischen Patriarchats von Konstantinopel heiliggesprochen.

## Leben

### Kindheit und Jugend
Nikolaos Tzanakakis wurde 1890 im kretischen Bergdorf Sirikari in der Präfektur Chania geboren. Nach dem frühen Tod seiner Eltern wuchs Nikolaos als Waise unter der Obhut seines Großvaters auf. Mit 13 Jahren wurde er nach Chania gebracht, um dort das Friseurhandwerk zu erlernen.
Unmittelbar nach dem Beginn seiner Ausbildung steckte er sich mit der gefürchteten und stigmatisierenden Lepra-Krankheit an. Zu jener Zeit gab es noch kein Heilmittel für Lepra und Aussätzige wurden in Lagern interniert. Um der drohenden Internierung auf der Lepra-Kolonie Spinalonga zu entgehen, floh er im Alter von 16 Jahren nach Alexandria in Ägypten. Dort arbeitete er erneut als Friseur, doch die sichtbaren Anzeichen seiner Erkrankung verschlimmerten sich zunehmend. Schließlich wandte er sich an einen orthodoxen Bischof, der ihn an den bekannten Priester Anthimos Vagianos auf der Insel Chios verwies. Dieser war Seelsorger der dortigen Leprakolonie.

### Leben in Chios (1914–1947)
1914 erreichte Nikolaos im Alter von 24 Jahren die Leprakolonie auf Chios. Dort befand sich die kleine Kirche des heiligen Lazarus, in der die wundertätige Ikone der Panagia Ypakois (der „Gehorsamen Gottesmutter“) verehrt wurde. In dieser Umgebung reifte sein Wunsch, das Mönchsleben zu führen. Bereits zwei Jahre später erhielt er von Vater Anthimos die Mönchstonsur und erhielt den Namen Nikiphoros.
Trotz des Fortschreitens seiner Krankheit – das wirksame Medikament gegen Lepra wurde erst 1947 entdeckt – lebte Vater Nikiphoros in konsequenter Askese, im Gehorsam, mit strengem Fasten und unermüdlichem Gebet. Er arbeitete in den Gärten der Kolonie und verfasste eine Liste der von ihm bezeugten Wunder des heiligen Anthimos, insbesondere Heilungen Besessener.
Eine enge geistliche Verbindung bestand zwischen Nikiphoros und seinem Lehrer Anthimos. Nikiphoros wich kaum von seiner Seite, betete viele Nächte hindurch und sprach stets mit Sanftmut und Freude. Im Laufe der Zeit wurde er Kantor der Kirche. Durch die Auswirkungen der Lepra erblindete er jedoch weitgehend und konnte schließlich nur noch auswendig singen und rezitieren.

### Heilige Barbara in Athen (1957–1964)
Nach der Schließung des Leprosariums auf Chios im Jahr 1957 wurde Nikiphoros zusammen mit den verbliebenen Patienten in die Leprakolonie „Heilige Barbara“ in Athen verlegt. Zu diesem Zeitpunkt war er etwa 67 Jahre alt. Seine Krankheit hatte ihn schwer gezeichnet: Er war nahezu erblindet, seine Gliedmaßen deformiert.
In Athen begegnete er dem Mönch Evmenios Saridakis, der zwar ebenfalls an Lepra gelitten hatte, jedoch durch moderne Behandlung geheilt worden war. Evmenios entschied sich bewusst, sein Leben unter den Leidenden fortzusetzen und wurde ein enger Schüler von Nikiphoros.
Trotz schwerer körperlicher Einschränkungen empfingen viele Menschen Trost durch die Begegnung mit Nikiphoros. Sie suchten seine Zelle auf, baten um seinen Segen und berichteten von geistlichem Trost, innerem Frieden und sogar Heilungen.

### Zeitgenössische Zeugnisse
Zeitzeugen beschreiben ihn wie folgt:
„Obwohl er selbst bettlägerig war, voller Wunden und Schmerzen, klagte er nicht, sondern zeigte große Ausdauer.“
„Er hatte die Gabe, die Trauernden zu trösten. Seine Augen waren ständig gereizt, sein Sehvermögen war minimal, seine Hände waren verkrümmt und seine unteren Gliedmaßen gelähmt. Trotzdem war er sehr liebenswürdig, sanftmütig, er lächelte viel, erzählte charmante Anekdoten und war angenehm und liebenswert.“
„Sein von Krankheit und Wunden gezeichnetes Gesicht strahlte, und alle, die diesen bettelarmen und scheinbar kranken Mann sahen, wurden fröhlich, wenn er sagte: ‚Gepriesen sei sein heiliger Name.‘“

## Tod und Verehrung
Am 4. Januar 1964 starb Vater Nikiphoros im Alter von 74 Jahren in Athen. Bei der Erhebung seiner Reliquien wurde von zahlreichen Zeugen ein süßlicher, intensiver Duft wahrgenommen – ein Phänomen, das in der orthodoxen Heiligenverehrung als Zeichen besonderer Heiligkeit gilt.
Am 3. Dezember 2012 wurde er vom Synod des Ökumenischen Patriarchats von Konstantinopel heiliggesprochen. 
Sein geistlicher Schüler, der heilige Evmenios, und andere Zeitzeugen berichteten von zahlreichen Wundern auf seine Fürsprache hin. In der orthodoxen Überlieferung gilt er als mit besonderen Gnadengaben ausgestattet, darunter die der Prophetie und Heilungskraft. Viele Wunder wurden dokumentiert, andere werden durch mündliche Überlieferung weitergegeben.
Reliquien des Heiligen befinden sich unter anderem in der griechisch-orthodoxen Prophet-Elias-Kirche in Frankfurt am Main. 

### Festlied des Heiligen im 1. Kirchenton
Alle Engel waren erstaunt über die Mühen und die strenge Askese des seligen Nikiphoros, des Aussätzigen; denn wie ein anderer Hiob ertrug er geduldig seine Leiden und pries Gott, der ihn nun mit Herrlichkeit gekrönt und durch Wunder hervorgehoben hat. Freue dich, Lehrer der Mönche! Freue dich, leuchtendes Vorbild! Freue dich, denn ein lieblicher Duft strömt aus deinen Reliquien!

### Geistliches Vermächtnis
„Meine Kinder, betet ihr? Wie betet ihr? ... – Mit dem Jesusgebet, das ihr mit dem Herrn Jesus Christus betet: ‚Herr, Jesus Christus, erbarme dich meiner.'“